# Hy-Light
Das Hy-Light ist eine PKW-Studie für ein viersitziges Kraftfahrzeug mit Brennstoffzellen als Energielieferant und elektromotorischen Frontantrieb durch Radnabenmotoren.
Die Entwicklung des Fahrzeuges begann 2002 und fand in Kooperation des Paul Scherrer Instituts und des Forschungszentrums von Michelin in Givisiez statt.
Kernpunkte der Entwicklung sind die Abgasfreiheit und alltagstaugliche Fahreigenschaften und -leistungen. Das Fahrzeug wurde 2004 auf der Challenge Bibendum in der VR China vorgestellt. Die Beschleunigung von 0–100 km/h wird in 12 s absolviert, die Höchstgeschwindigkeit liegt bei 135 km/h und die Reichweite, fahrprofilabhängig, bei etwa 400 km. Das Fahrzeuggewicht beträgt leer etwa 850 kg.
Besonderheiten sind:
- Speicherung des Wasserstoffs im Rahmen
- Betrieb der Brennstoffzelle mit reinem Sauerstoff

Die Motorensteuerung erlaubt eine Nutzbremsung, die Bremsenergie wird in Kondensatoren zwischengespeichert und beim Beschleunigen wieder genutzt. Die Brennstoffzellen haben eine Nennleistung von 30 kW, durch die Energiespeicherung in den Kondensatoren stehen jedoch zum Beschleunigen kurzzeitig bis zu 75 kW zur Verfügung.
Das Paul Scherrer Institut entwickelte die Brennstoffzelle mit einem Wirkungsgrad von etwa 60 % und die Kondensatoren, Michelin entwickelte die Elektrik/Elektronik inklusive der Fahrmotoren sowie die aktive Fahrwerksregelung.
Siehe hierzu auch: HyCar

## Nachfolgearbeiten und Projektende
Das Paul Scherrer Institut PSI führte die Entwicklungsarbeiten fort. Im Mai 2008 begann es ein Gemeinschaftsunternehmen mit der Firma Belenos Clean Power AG mit dem Ziel, eine „Schweizer Brennstoffzelle“ und einen Antriebsstrang für einen leichten Personenwagen für mindestens 4 Personen zu entwickeln. Die Belenos Clean Power AG war 2008 vom Unternehmer Nicolas Hayek senior, dem Gründer der Swatch Group, gegründet worden, um saubere Mobilität zu ermöglichen. 2011 wurde das Projekt mit dem Watt d’Or ausgezeichnet, und 2013 rechnete ein Projektleiter mit einem Durchbruch am Automarkt im Jahre 2017. Im Sommer 2015 wurden die Arbeiten an Brennstoffzellenautos aber eingestellt und der Entwicklungsschwerpunkt des Unternehmens auf Batterien gelegt.